# Piloci Alaski
Piloci Alaski (ang. Flying Wild Alaska) – reality show emitowany jest kanale Discovery.
Serial opowiada o losach pilotów pracujących w linii lotniczej Era Alaska obsługującej połączenia lotnicze na Alasce.

## Seria 1 (2011)
| nr | data emisji USA  | polski tytuł | angielski tytuł |
| -- | ---------------- | ------------ | --------------- |
| 1  | 14 stycznia 2011 |              | Meet the Twetos |
| 2  | 21 stycznia 2011 |              | Life or Death   |
| 3  | 28 stycznia 2011 |              | Blow it Up      |
| 4  | 4 lutego 2011    |              | Indian Summer   |
| 5  | 11 lutego 2011   |              | Tundra Taxis    |
| 6  | 18 lutego 2011   |              | Greenhorn Ben   |
| 7  | 25 lutego 2011   |              | Deep Freeze     |
| 8  | 4 marca 2011     |              | Bush Brawl      |
| 9  | 11 marca 2011    |              | Trick or Tweto  |
| 10 | 18 marca 2011    |              | Goodbye Sun     |

## Seria 2 (2012)
| nr | data emisji USA        | polski tytuł | angielski tytuł        |
| -- | ---------------------- | ------------ | ---------------------- |
| 1  | 28 października 2011   |              | Arctic Winds           |
| 2  | 4 listopada 2011       |              | Tomorrow Island        |
| 3  | 11 listopada 2011      |              | Money in the Sky       |
| 4  | 18 listopada 2011 roku |              | Era Alaska Rises Again |
| 5  | 25 listopada 2011      |              | Every Dog Has Its Day  |
| 6  | 2 grudnia 2011         |              | Blizzard BBQ           |
| 7  | 9 grudnia 2011         |              | Guts and Glory         |
| 8  | 16 grudnia 2011        |              | Top of the World       |
| 9  | 23 grudnia 2011        |              | Breakup                |
| 10 | 30 grudnia 2011 roku   |              | Cakes on a Plane       |
| 11 | 6 stycznia 2012        |              | Prop, Drop and Ball    |
| 12 | 13 stycznia 2012       |              | New Wings Over Alaska  |
| 13 | 20 stycznia 2012       |              | One Flying Family      |

## Seria 3 (2012)
| nr | data emisji USA      | data emisji PL            | polski tytuł             | angielski tytuł     |
| -- | -------------------- | ------------------------- | ------------------------ | ------------------- |
| 1  | 8 czerwca 2012 roku  | 1 października 2012 roku  |                          | Running out of time |
| 2  | 12 czerwca 2012 roku | 2 października 2012 roku  | Brak ciśnienia w kabinie | Zero Cabin Pressure |
| 3  | 22 czerwca 2012 roku | 3 października 2012 roku  |                          | Solar Flare Danger  |
| 4  | 29 czerwca 2012 roku | 4 października 2012 roku  |                          | Return to Diomede   |
| 5  | 6 lipca 2012 roku    | 5 października 2012 roku  |                          | Money Pit           |
| 6  | 13 lipca 2012 roku   | 8 października 2012 roku  |                          | Radio Silence       |
| 7  | 20 lipca 2012 roku   | 9 października 2012 roku  |                          | Into The Wind       |
| 8  | 20 lipca 2012 roku   | 10 października 2012 roku | Koniec Ery               | End of an Era       |